# Megadytes ducalis
Megadytes ducalis är en skalbaggsart som beskrevs av Sharp 1882. Megadytes ducalis ingår i släktet Megadytes och familjen dykare. IUCN kategoriserar arten globalt som utdöd. Inga underarter finns listade i Catalogue of Life.